# Mušketir
Mušketir je pešak ali konjenik, ki je oborožen z mušketo in mečem-slovijo po mečevalskih sposobnostih-njihovim glavnim orožjem.
Mušketirje so uporabljali pretežno v Francoski vojski, kot kraljevo stražo, vendar so se skupaj s kraljem udeleževali nekaterih vojnih pohodih. Poznamo tudi Nizozemske in Angleške, prav tako mušketirje iz Nemških držav.
Bili so ena izmed več vojsk v Franciji. Podobne enote so:
-kardinalovi gardisti
-kraljevi gardisti
-prinčevski gardisti
Najbolj slavni mušketirji so Trije mušketirji pisatelja Alexandreja Dumasa.